# ネットワーク・インフォメーション・サービス
ネットワーク・インフォメーション・サービス(Network Information Service、NIS)は、ユーザ側の端末機器とサービス提供者の中央コンピュータをデータ伝送網で接続しデータ処理を行わせるサービス。
サン・マイクロシステムズにより開発され、ネットワーク上のコンピュータ間でユーザのアカウント情報やホスト名の情報などを共有し、配布するためのシステムである。初期は、電話帳を意味する「イエローページ」という名前であったが、商標などの問題から改名された。その名残でNISのコマンド名は、ypで始まる。
NISはクライアントサーバ型のディレクトリサービスプロトコルの一種であり、アカウント情報やホスト名情報以外にも、複数のコンピュータで共有すべき各種情報を一元管理することが可能である。
NISのライセンスは他のUNIXベンダーにも提供されている。異なるプラットフォームが混在した環境での運用も可能である。
後継としてセキュリティを強化したNIS+が開発されたが、こちらは普及せず消滅の方向にある。

## NISのコマンド
- ypinit

NISサーバ、クライアントの初期化
- ypcat

NISマップの一覧表示
- ypmatch

NISマップの特定のエントリの検索
- ypwhich

NISサーバ名の表示